# Spoorlijn Wunstorf - Lehrte
De spoorlijn Wunstorf - Lehrte is een Duitse spoorlijn in Nedersaksen en is als spoorlijn 1750 onder beheer van DB Netze.

## Geschiedenis
Het traject werd door de Preußische Staatseisenbahnen geopend tussen 1906 en 1909.  

## Treindiensten
De lijn is uitsluitend in gebruik voor goederenvervoer en is een van de drukst bereden spoortrajecten in Duitsland.

## Aansluitingen
In de volgende plaatsen is of was er een aansluiting op de volgende spoorlijnen:
Wunstorf
DB 1700, spoorlijn tussen Hannover en Hamm
DB 1740, spoorlijn tussen Wunstorf en Bremerhaven
aansluiting Gummerswald
DB 1751, spoorlijn tussen Wunstorf en de aansluiting Gummerswald
Seelze Rangierbahnhof
DB 1701, spoorlijn tussen Hannover W690 en Seelze Rangierbahnhof
Ahlem
DB 1704, spoorlijn tussen Ahlem en de aansluiting Kurve
Hannover-Linden
DB 1760, spoorlijn tussen Hannover en Soest
lijn tussen Hannover-Linden en Linden-Küchengarten
aansluiting Waldhausen
DB 1753, spoorlijn tussen de aansluiting Waldhausen en Hannover-Wülfel
DB 1760, spoorlijn tussen Hannover en Soest
aansluiting Waldheim
DB 1754, spoorlijn tussen Hannover-Wolfel en de aansluiting Waldheim
Misburg
DB 1731, spoorlijn tussen de aansluiting Tiergarten en Misburg
Lehrte
DB 1720, spoorlijn tussen Lehrte en Cuxhaven
DB 1730, spoorlijn tussen Hannover en Braunschweig
DB 1734, spoorlijn tussen Hannover en Lehrte

## Elektrificatie
Het traject werd geëlektrificeerd met een wisselspanning van 15.000 volt 16⅔ Hz.